# Lądowisko Sieradz-Szpital
Lądowisko Sieradz-Szpital – lądowisko sanitarne w Sieradzu, w województwie łódzkim, położone przy ul. 3 Maja. Przeznaczone jest do wykonywania startów i lądowań śmigłowców sanitarnych i ratowniczych w dzień i w nocy o dopuszczalnej masie startowej do 5700 kg.
Zarządzającym lądowiskiem jest Szpital Wojewódzki im. Prymasa Kardynała Stefana Wyszyńskiego w Sieradzu. W roku 2011 zostało wpisane do ewidencji lądowisk Urzędu Lotnictwa Cywilnego pod numerem 80.